# یواس‌اس ماریتا (۱۸۰۳)
یواس‌اس ماریتا (۱۸۰۳) (به انگلیسی: USS Marietta (1803)) یک کشتی بود که طول آن ۵۲ فوت (۱۶ متر) بود. این کشتی در سال ۱۸۰۵ ساخته شد.